# Netelia cristata
Netelia cristata là một loài tò vò trong họ Ichneumonidae.